# Sadowyj (Makiwka)
Der heute nicht mehr existente ukrainische Ort Sadowyj (ukrainisch Садовий) ging auf das russlandmennonitische Dorf Steinfeld zurück.
Steinfeld wurde 1857 entlang des Nordufers des Juschanlee am südlichen Rand der Kolonie Molotschna angelegt. Der Ortsname stellt vermutlich eine Umschreibung der örtlichen Gegebenheiten dar. Die Neusiedler waren zum großen Teil Landlose aus andern Dörfern der Kolonie. Das Dorf wurde nach den Vorgaben des landwirtschaftlichen Vereins angelegt. 1869 bestanden hier 29 Vollwirtschaften, zwei Halbwirtschaften und sechs Kleinwirtschaften. 1908 lebten hier 340 Menschen und es gab ein Lebensmittelgeschäft, eine Windmühle, eine Holzverarbeitung und einen Industriewarenhandel. 1930 wurde die Kollektivierung durchgeführt. Die wenigen verbliebenen Bewohner flüchteten 1943 nach Deutschland.